# Köbeln
Köbeln, obersorbisch Kobjelin, ist ein Ortsteil der sächsischen Landstadt Bad Muskau am linken Ufer der Lausitzer Neiße. Köbeln ist die nördlichste Ortschaft Ostsachsens, mit 98 m ü. NN ist das Neißetal in Köbeln zugleich die tiefste Landesstelle des Landkreises Görlitz. Das Dorfzentrum selbst liegt mit etwa 109 m ü. NN etwas höher. Der Ort zählt zum offiziellen sorbischen Siedlungsgebiet in Sachsen.
Im Mai 1815 gab der Muskauer Standesherr Hermann von Pückler-Muskau bekannt, dass er eine Umsiedlung des rechtsneißischen Dorfes plane, um mehr Platz zur Gestaltung eines Landschaftsparks zu haben. Der Fürst-Pückler-Park Bad Muskau wurde 2004 von der UNESCO in ihre Welterbeliste aufgenommen.

## Geographie

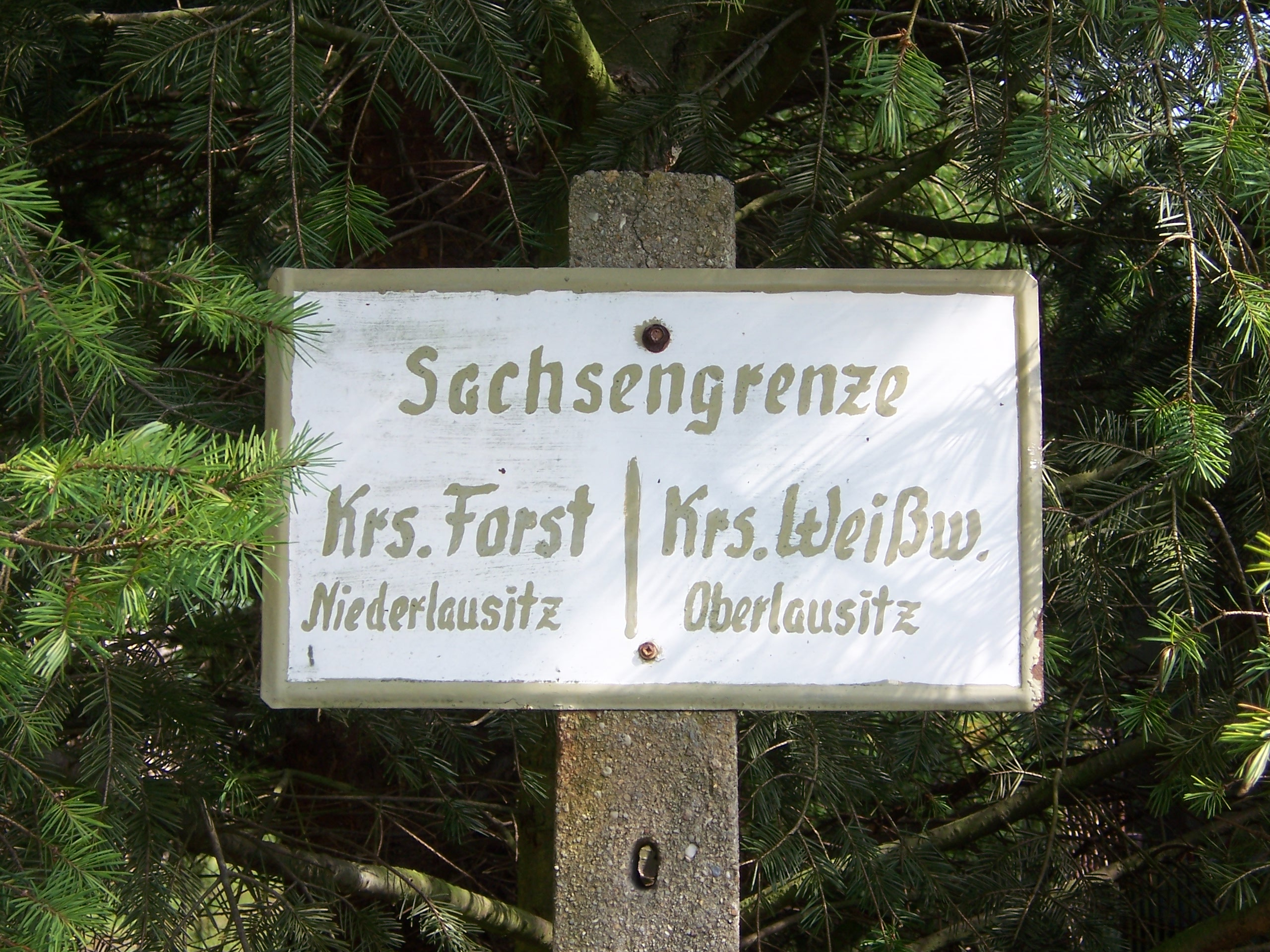
Grenze zwischen der Ober- und der Niederlausitz bei Köbeln

Köbeln liegt entlang des Neißetals zwischen Bad Muskau und einer weitreichenden Wald- und Forstlandschaft auf der Cottbuser Sandplatte. Nördlich des Dorfes liegt das Grenzdreieck zwischen Sachsen, Brandenburg und der polnischen Woiwodschaft Lebus. Die um Köbeln verlaufende Grenze zwischen Sachsen und Brandenburg ist gleichzeitig die Grenze zwischen der Ober- und der Niederlausitz. Köbeln liegt im Zentrum des vom Muskauer Faltenbogen umschlossenen Gebiets.
Umgebende Ortschaften sind Pusack (Gemeinde Neiße-Malxetal) im Nordosten, sowie Jämlitz und Zschorno (Gemeinde Jämlitz-Klein Düben) im Westen. Östlich des Muskauer Parks liegen Żarki Wielkie (Groß Särchen), Stare Czaple (Alt Tschöpeln), Pustków (Gut Tschöpeln) und Bronowice (Braunsdorf).

## Geschichte

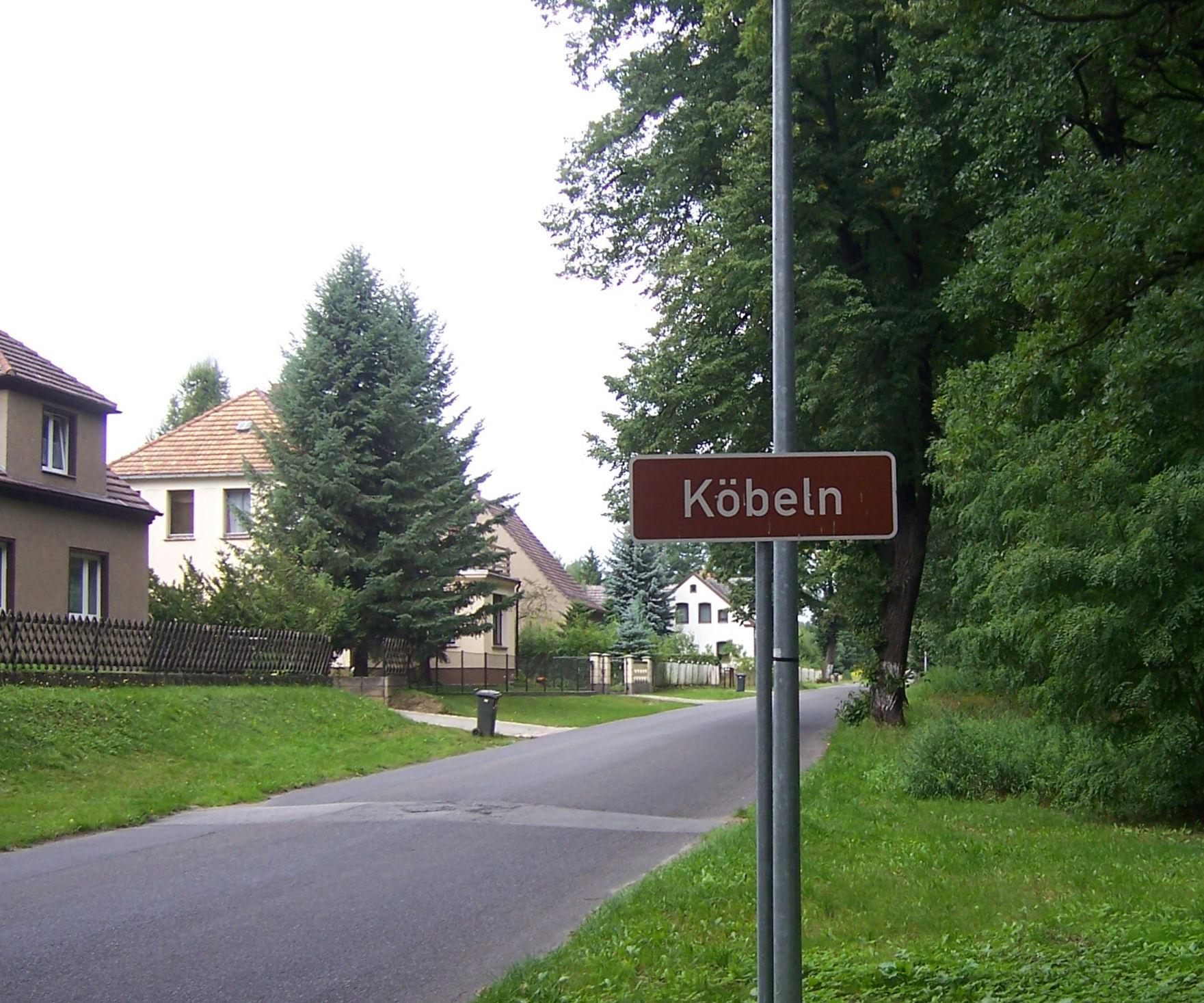
Ortseingang

### Ortsgeschichte
Das rechtsneißische Dorf Köbeln lässt sich zum sorbischen Altsiedelland zählen, das sich entlang der Lausitzer Neiße erstreckt und dessen lokales Zentrum die Stadt Muskau ist. Damit gehört Köbeln zu den älteren Dörfern der nordöstlichen Oberlausitz. Es wurde erst relativ spät urkundlich erwähnt. Erstmals taucht der Name als Gobelin, wahrscheinlich eine Falschschreibung von Cobelin, auf einer Karte der Oberlausitz auf, die um das Jahr 1590 entstand. In einer Kaufurkunde der Standesherrschaft Muskau aus dem Jahr 1597 wird das Dorf Koebeln als zur Muskauer Herrschaft gehörig erwähnt. Es darf angenommen werden, dass das Dorf seit seinem Bestehen zum Muskauer Kirchspiel zählt, dessen zehn ursprüngliche Dörfer wahrscheinlich das Kerngebiet der Standesherrschaft bildeten. Neben Köbeln waren dies Berg, Braunsdorf, Keula, Krauschwitz, Lugknitz, Sagar, Skerbersdorf, Weißkeißel und Weißwasser.
Der Muskauer Graf Johann Alexander von Callenberg gründete 1770 mehrere Schulen in der Standesherrschaft, unter anderem in Braunsdorf. Zur Schulgemeinde, die mangels Geldes erst 1775 ein Schulgebäude bekam, gehörten die Dörfer Braunsdorf und Köbeln.
Während der Befreiungskriege wurde Muskau, an der Niederen Heeresstraße gelegen, von Truppen beider Seiten als Etappenort genutzt, worunter die Stadt und umliegenden Gemeinden zu leiden hatten. Am 1. Mai 1815 verkündete Hermann von Pückler-Muskau in einem Schreiben an die Bürgerschaft Muskaus:

„Da ich von nun an entschlossen bin, für mein ganzes zukünftiges Leben meinen festen Wohnsitz in Muskau zu nehmen, um selbst für die Wohlfahrt meiner guten Bürger und Untertanen mit väterlicher Obhut wachen zu können, und meine Einkünfte lieber ihnen als fremden Menschen zufließen zu lassen, so zweifle ich nicht, daß jeder Einwohner dieser Stadt es mir gern gönnen wird, bei ernster Beschäftigung auch eine Lieblingsneigung zu befriedigen, deren Ausführung jedem von ihnen gleichfalls zum Vergnügen und jetzt sowohl als mehr noch in der Folge zum wahren Nutzen gereichen muß. Ich meine die Anlegung eines Parkes, zu dem ich notwendig, wenn etwas Ganzes daraus entstehen soll, den ganzen Distrikt zwischen der Straße nach Sorau und dem Dorfe Köbeln, der Neiße auf der einen und den Braunsdorfer Feldern auf der anderen Seite, eigentümlich besitzen muß. […] Erfüllt die Bürgerschaft hierin meine Wünsche, so mache ich mich außerdem noch anheischig, von dem Augenblicke an gerechnet, wo ich mich in dem Besitz sämtlicher bezeichneter Grundstücke befinde, binnen sechs Jahren das Rathaus, das Köbler Tor und das Schießhaus auf meine Kosten für die Stadt zu bauen. […] Ich überlasse es nun Muskaus Bewohnern, selbst zu ermessen, ob es wünschenswert sei, ihre öffentlichen Gebäude, die so lange in Ruinen liegen, wieder aufgebaut, ihre Stadt durch einen herrlichen großen Garten verschönert und meine sämtlichen Einkünfte ihr wieder zufließen zu sehen, oder auf der anderen Seite jeden dieser Vorteile zu entbehren und mich und mein Vermögen für immer aus den Augen zu verlieren.“

Für das Dorf Köbeln bedeutete dieser Entschluss seine nahezu komplette Umsiedlung. In der Folge wurde es in Form eines lockeren Zeilendorfes mit einer gewannähnlichen Streifenflur auf der linken, höher gelegenen Neißeseite nördlich der Stadt und nahe der Muskauer Papiermühle nach Plänen des pücklerischen Generalinspekteurs Leopold Schefer neu angelegt. Nur wenige Bauern weigerten sich, ihre Höfe zu verkaufen. Der veränderten Lage Köbelns Rechnung tragend, wurde die Köbelner Neißebrücke abgebrochen und flussabwärts neu errichtet.
Ebenfalls im Mai 1815 gab der sächsische König Friedrich August in der Frage der Landesteilung Sachsens nach; 57,5 % der Staatsfläche, darunter die gesamte Standesherrschaft Muskau, wurden an Preußen abgetreten. Die Bevölkerung wurde davon im Juni in Kenntnis gesetzt. 1816 wurde in der preußischen Provinz Schlesien der Kreis Rothenburg gegründet, dem Köbeln fortan unterstand.
Die Braunsdorfer Schule, die seit 1841 auch die Kinder aus Zschorno besuchten, wurde 1859 durch einen Neubau ersetzt. Köbeln löste sich 1876 mit der Einrichtung eines Schulzimmers von Braunsdorf, Zschorno wurde 1888 ins benachbarte Jämlitz ausgeschult. 1891 wurde in Köbeln eine eigene Schule eingeweiht.

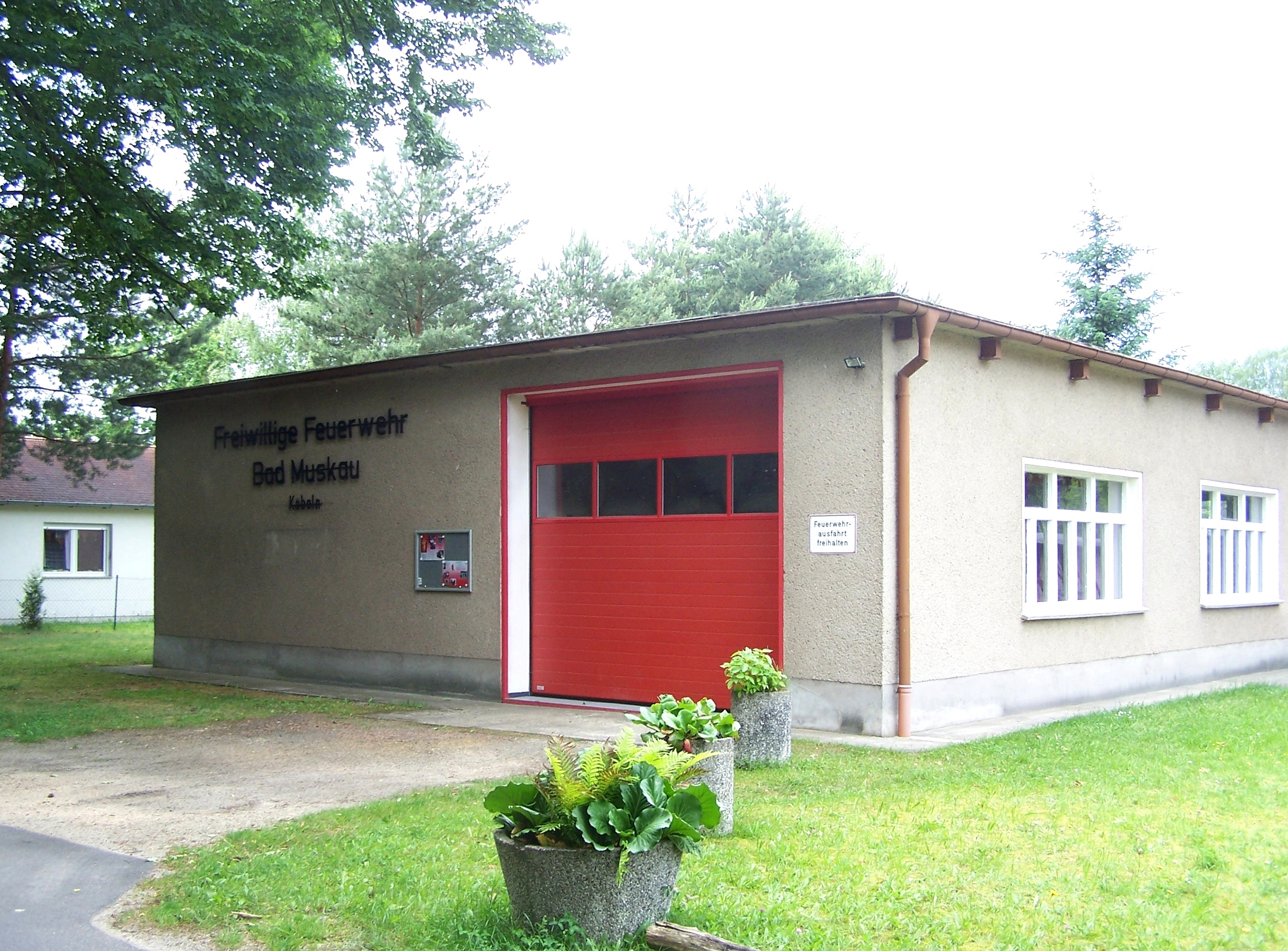
Freiwillige Feuerwehr Köbeln

Im Jahr 1925 wurde die Freiwillige Feuerwehr Köbeln gegründet.
Seit 1874 gehörte die Landgemeinde zum Amtsbezirk Muskau I, der 1933 in die neuen Amtsbezirke Keula und Lugknitz aufgeteilt wurde. Anders als Köbeln und das herrschaftlich verwaltete Burglehn Muskau konnten sich die Gemeinden Berg und Lugknitz 1940 nicht gegen eine Eingemeindung nach Muskau wehren. Der Lugknitzer Amtsbezirk wurde in Amtsbezirk Gablenz umbenannt; er umfasste bis 1945 Gablenz, Köbeln und das Burglehn.
Gegen Ende des Zweiten Weltkriegs rückte die Ostfront an Köbeln heran. Im Februar 1945 wurde die Hauptkampflinie an die Lausitzer Neiße verlegt. Am 16. April 1945, dem ersten Tag der Schlacht um Berlin, überschritt die Rote Armee auch in Köbeln die Neiße. Dabei wurden mehrere Gebäude beschädigt oder zerstört. Nach Kriegsende und Festlegung der Oder-Neiße-Grenze im August 1945 kam ein kleiner Teil der Gemeinde Köbeln an die damalige Nachbargemeinde Nowe Czaple.
Köbeln wurde am 1. Juli 1950 nach Muskau (seit dem 1. Januar 1961 Bad Muskau) eingemeindet.
In ein nahe der Papierfabrik 1952 angelegtes Kinderferienlager kamen seit 1986 auch polnische Kinder zur Erholung.

### Papiermühle/Papierfabrik

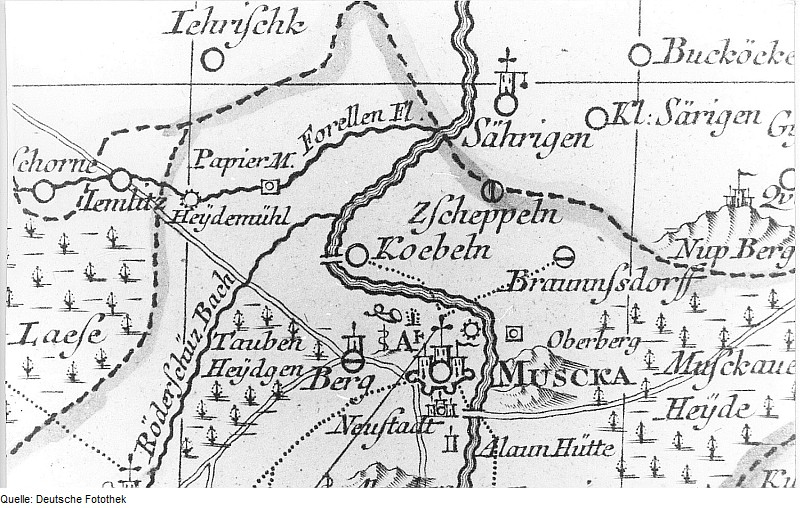
Umgebung Köbelns und die Papiermühle auf einer Karte der Oberlausitz von 1759

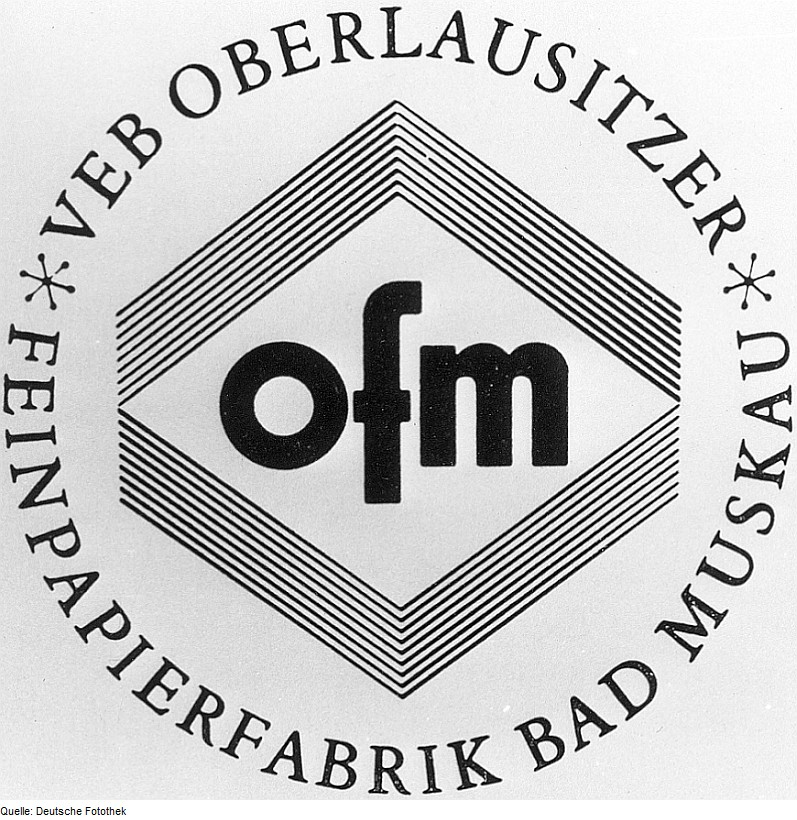
Logo der ofm

Mit der Geschichte Köbelns ist auch die Geschichte der Köbelner Papierfabrik verbunden, die um das Jahr 1640, nachdem die Kampfhandlungen während des Dreißigjährigen Krieges (1618–1648) aus dem Muskauer Raum verschwanden, errichtet wurde. Zu dieser Zeit bestanden in der Oberlausitz bereits mehrere Papiermühlen, die durch Kriegshandlung jedoch zerstört oder verfallen waren. Die ersten Papiermühlen standen in den beiden großen Städten. Die Bautzener Papiermühle existierte schon vor 1443, die Görlitzer wurde um das Jahr 1530 errichtet. Die erste Papiermühle in der Standesherrschaft arbeitete zwischen Muskau und Keula. Ihr Gründungsjahr ist unbekannt, belegt ist nur eine Erneuerung des Privilegs dieser Papiermühle durch den Muskauer Standesherrn Christoph von Biberstein im Jahr 1551. Eine weitere Vorkriegspapiermühle entstand 1612 in Podrosche.
Das genaue Entstehungsjahr der Papiermühle ist unbekannt, jedoch wird in späteren Quellen vom Jahr 1640 als Gründungsjahr ausgegangen. Anfangs war sie mit Köbeln noch nicht verbunden, wurde jedoch durch die Umsiedlung des Ortes im 19. Jahrhundert an das linke Neißeufer fortan als Köbelner Papiermühle wahrgenommen, da sie wesentlich näher an Köbeln als an Muskau stand.
Gottfried Fischer aus der in Süddeutschland bekannten Papiermacherfamilie Fischer kaufte 1731 die Papiermühle von der Standesherrschaft. Er konnte ab dem 24. August 1732 voll über die Papiermühle verfügen, weshalb das Jahr 1732 im Folgenden von der Familie Fischer als Gründungsjahr ihres Betriebes angesehen wurde. Die Papiermühle blieb über sechs Generationen hinweg im Familienbesitz und wurde beständig erweitert. Franz Fischer verkaufte 1902 die inzwischen industriell arbeitende Papierfabrik auf Wunsch seines im Vorjahr verstorbenen Vaters.
Die Fabrik brannte 1911 nieder, wurde jedoch bis 1913 wieder aufgebaut. Aus ihr ging 1922 die Fein- und Zigaretten-Papierfabrik Aktiengesellschaft Köbeln-Muskau O.L. hervor. Die als Kömag bekannte Fabrik produzierte in den folgenden Jahren nur Zigarettenpapier. Sie wurde 1923 mit einem sieben Kilometer langen Gleis an das Schmalspurbahn-Streckennetz der Waldeisenbahn Muskau angeschlossen. Durch die Inflation und Wirtschaftskrise erwirtschaftete die Fabrik große Verluste und wurde zeitweise stillgelegt. Die Produktion wurde erst 1927 wieder aufgenommen. Im September 1930 wurde Edmund Janowski Betriebsleiter. Im Dezember 1945 stellte der Betriebsrat eine politische Einschätzung aus, nach der Janowski einige Personen vor dem KZ bewahrt und dafür gesorgt hat, dass die bis zu 100 Kriegsgefangenen stets gut behandelt wurden. Dadurch konnte er weiterhin den Betrieb leiten, bis er 1949 von einer nach Westdeutschland angetretenen Reise nicht mehr zurückkehrte.
Der VEB Oberlausitzer Feinpapierfabrik Muskau OL. (ofm) übernahm 1959 das gesamte Anlagevermögen der Kömag, die noch bis 1968 als juristische Person fortbestand. Die ofm wurde 1982 ein Werk des VEB Papierfabriken Penig, behielt jedoch den Namen Oberlausitzer Feinpapierfabrik Bad Muskau. In der DDR war die ofm der einzige Hersteller dünner und dünnster Feinpapiere.
Nach der Wende brach der Absatz der ofm ein. Sie konnte mit verringerter Arbeiterzahl 1992 wieder in Vollbeschäftigung gehen. Nach mehrmaligem Besitzerwechsel wurde die Produktion zum 30. April 2000 eingestellt.

### Bevölkerungsentwicklung
| Jahr | Einwohner |
| ---- | --------- |
| 1782 | 173       |
| 1825 | 234       |
| 1871 | 560       |
| 1885 | 578       |
| 1905 | 665       |
| 1925 | 761       |
| 1939 | 837       |
| 1946 | 788       |
| 1999 | 523       |
| 2002 | 537       |
| 2008 | 460       |

Aus einem Urbarium der Standesherrschaft Muskau aus dem Jahr 1630 geht hervor, dass in Köbeln 21 besessene Mann wirtschafteten. Kurz vor Ende des Dreißigjährigen Krieges waren im Jahr 1647 in Köbeln noch 12 Bauernhöfe besetzt, die restlichen neun lagen wüst. Bis 1699 erholte sich das Dorf vom Krieg und alle 21 Wirtschaften waren wieder belegt. Die Bevölkerung hatte sich zudem um vier Häusler vergrößert. Der Siebenjährige Krieg (1756–1763) und die Hungerjahre 1771/1772 hemmten das Bevölkerungswachstum zwar etwas, trotzdem waren 1777 neben 20 besessenen Mann auch ein Gärtner und acht Häusler zu verzeichnen. Dennoch lag eine Wirtschaft wüst. Fünf Jahre später wurde die Bevölkerungszahl mit 173 Einwohnern angegeben, die sich auf 20 besessene Mann, einen Gärtner und fünf Häusler verteilten. Bis 1810 stieg die Zahl der Häusler wieder auf acht und auch die Zahl der besessenen Mann stieg auf 23. Dieser Bevölkerungsanstieg ging mit einem Rückgang der Anzahl der Ganzbauern von 18 auf 13 einher.
Im 19. Jahrhundert stieg die Einwohnerzahl Köbelns stark an, von 173 im Jahr 1782 auf 578 im Jahr 1885. Von diesen 578 Einwohnern stellten nach Untersuchungen Arnošt Mukas die Sorben mit 373 Einwohnern (65 %) die Bevölkerungsmehrheit. Bis 1939 gab es einen weiteren Bevölkerungsanstieg auf 837 Einwohner. Durch Flucht und Zerstörung lag die Einwohnerzahl in den Jahren nach dem Zweiten Weltkrieg darunter.
Auf Grund der Eingemeindung Köbelns setzt die gesonderte Ermittlung der Einwohnerzahlen bereits um 1950 aus. Rund 60 Jahre später hatte das Dorf noch etwa 450 Einwohner (Hauptwohnsitz).

### Ortsname
Der deutsche Name leitet sich direkt vom sorbischen ab, dessen Bedeutung unterschiedlich interpretiert wird. Paul Kühnel (1892) leitet ihn vom altslawischen kob-, obersorbisch kobjel ‘Korb, Kober’ ab. Jan Meschgang (1973) und Ernst Eichler (1975) hingegen sehen den Namensursprung im sorbischen Wort kobła „Stute“, womit Köbeln ein „Gestütshof“ wäre.